# Тернате (місто)
Терна́те (індонез. Kota Ternate) — місто на острові Тернате, найбільше місто в індонезійській провінції Північне Малуку на Молуккських островах в Індонезії. Було столицею історичного султанату Тернате та фактичною столицею провінції Північне Малуку, поки у 2010 році цей статус офіційно не надали місту Софіфі на сусідньому острові Хальмахера. Населення в місті близько 200 000 на 111,39 км2 .

## Історія

### Доколоніальна історія
Давній ісламський Султанат Тернате мав довгу історію суперництва із сусіднім Султанатом Тідоре . Острівці були колись одним з найбільших світових виробників гвоздики, що дозволило їх султанам стати одними з найбагатших і найпотужніших з усіх султанів в індонезійському регіоні. Більша частина їхнього багатства, однак, була витрачена на боротьбу між собою. До тих пір, поки голландці не завершили колонізацію Малукк в XIX столітті, султани Терната правили імперією, яка претендувала на принаймні номінальний вплив на Амбон, Сулавесі та Папуа.
Пік могутності припав на кінець XVI століття під султаном Баабуллою, коли він мав вплив на більшу частину східної частини Сулавесі, району Амбон і Серам та частини Папуа. Він брав участь у жорсткій конкуренції за контроль над цими територіями з розташованим неподалік султанатом Тідоре. За словами історика Леонарда Андая, «дуалістичне» суперництво султанатів Тернате з Тідором є домінуючою темою ранньої історії островів Малукку.
Частково завдяки торгівлі, Тернате був одним з найдавніших місць у регіоні, куди поширився іслам, який ймовірно проник з Яви наприкінці XV століття. Спочатку віра обмежувалася правлячою родиною Тернате і повільно поширювалася на решту населення.

### Європейці

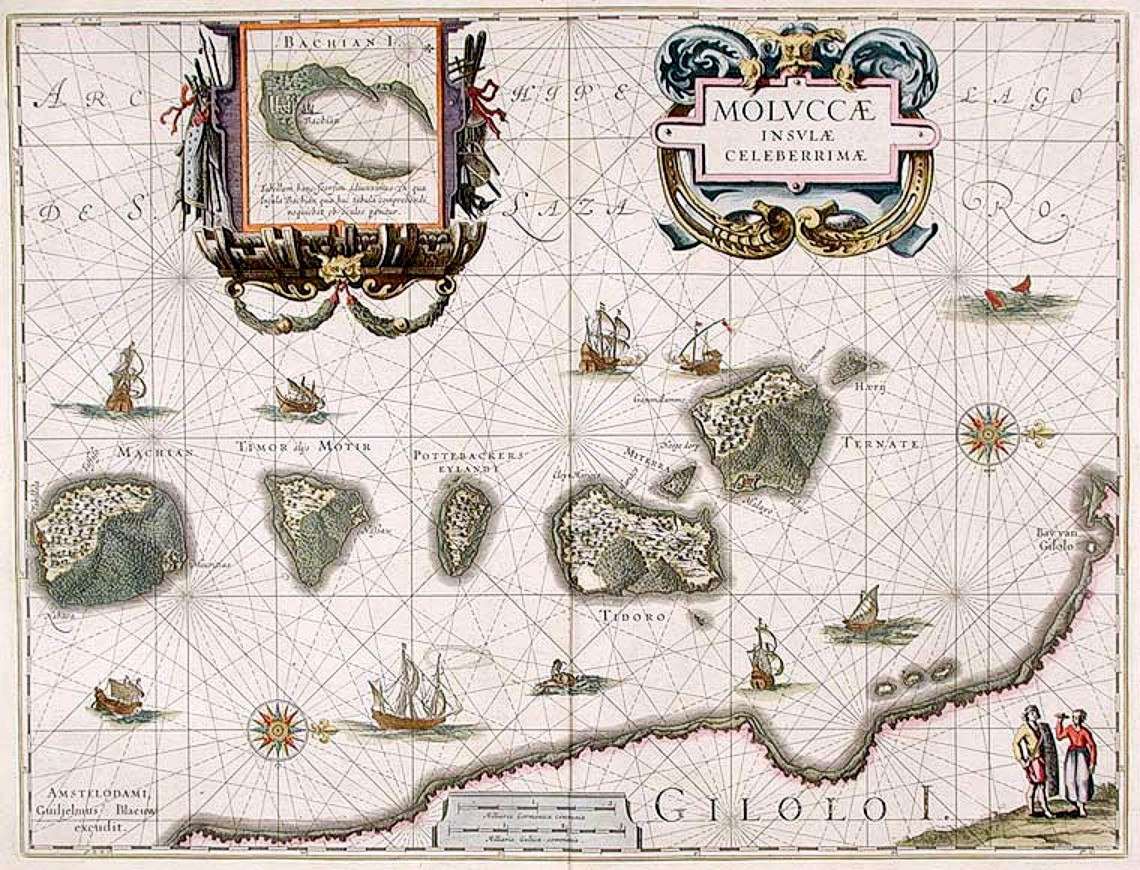
Рання карта північних Малук, зроблена в Добу великих географічних відкриттів. Віллем Бльо, 1630 рік

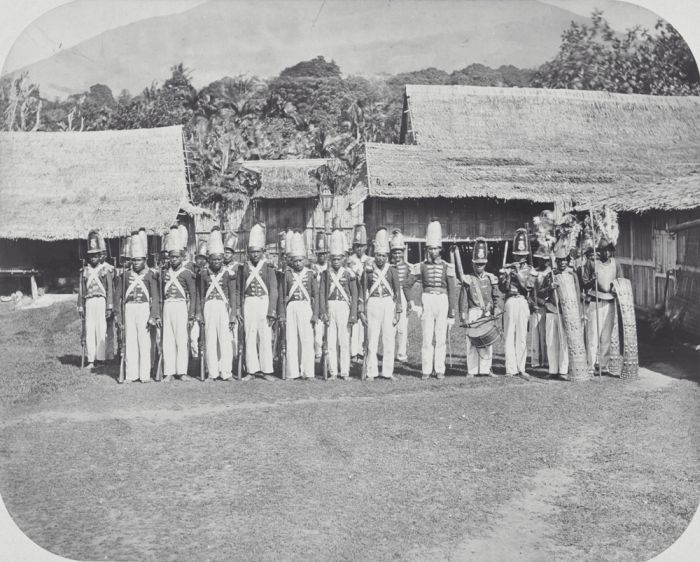
Охорона султана Терната.

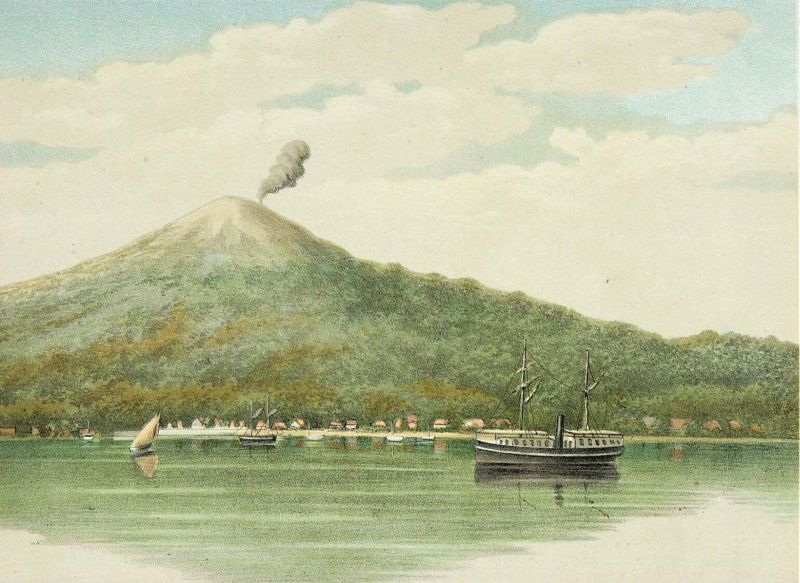
Живопис колоніальної епохи острова Тернат, бл. 1883—1889.

Перші європейці, що залишилися на Тернате були частиною португальської експедиції Франсішку Серрана з португальської Малакки, які зазнали кораблетрощі поблизу острову Серам і були врятовані місцевими жителями. Султан Абу-Лаїс з Тернате почув про їхню катастрофу, і, побачивши шанс об'єднатися з потужною іноземною силою, привіз їх до Тернате в 1512 році. Португальцям було дозволено побудувати на острові форт (Каштелла), будівництво якого розпочалося в 1522 році.
Відносини між тернатцями та португальцями були напружені з самого початку. Замкнутий далеко від Європи форпост, як правило, приваблював лише найвідчайдушніших людей, так що загалом погана поведінка португальців, що поєднувалася з нездольними спробами християнізації, як і їх зусилля з монополізації торгівлі спеціями та домінування у місцевій політиці, зробили напруженими відносини з мусульманським правителем Тернатом.
У 1535 році король Табаріджи був повалений і відправлений португальцями на Гоа. Він перейшов у християнство і змінив ім'я на Дом Мануель. Після того, як він був оголошений невиновним у звинуваченні проти нього, його відправили назад, щоб відновити на троні. Проте він загинув на шляху в Малаку в 1545 році. Він, однак, заповів острів Амбон своєму португальському хрещеному батьку Йордао де Фрейтасу.
Коли султан Гасун був страчений і його голову виставили на палі в 1570 році, мусульманські тернатці повстали проти португальців, і тримали їх в облозі в їхньому форті до 1575 року, коли новий султан зробив замок своїм палацом. Амбон став новим центром португальської діяльності в Малуку. Європейська влада в регіоні була слабкою. Тернате став агресивною, жорстко ісламською та антипортугальською державою під владою султана Бааба Улла (р. 1570—1583) та його сина султана Саїда.
У 1580 р. султан приймав англійського мореплавця і приватира сера Френсіса Дрейка, який, на подив тернатців, не зацікавився закупкою гвоздики, оскільки його корабель «Golden Hind» був повністю наповнений захопленим іспанським золотом, щоб перевозити гвоздику.
Поки португальські битви в Індійському океані проти мусульманських держав тривали, Тернате зацікавив османів, які отримали багато інформації про морську Південно-Східну Азію від султанату Ачеху, а фактично від Куртоглу Хизир-реїса, османського адмірала, що мав досягнути Яви, Борнео та Тернате, але вступив у бій і зазнав поразки від Португальського флоту на Суматрі.
Іспанські та голландські торговці, які змагались за контроль над вигідною торгівлею гвоздикою, натравлювали Тернат проти Тідора. Зрештою, голландці стали домінуючою тут європейською державою, хоча султанати існували майже постійно до сьогодні. Іспанські війська захопили колишній португальський форт в 1606 році, депортували тернатського султана та його оточення до Маніли, місто, яке іспанці захопили від султанату Брунею на боці царства Тондо. Іспанці перетворили Манілу на головне капітанство під верховенством Нової Іспанії та іспанського Тернату. У 1607 році голландці повернулися в Тернате, де за допомогою тернатянців побудували форт у Малайо. Іспанці окупували південну частину острова, де було їх головне поселення — місто Сіудад-дель-Росаріо.  Острів був розділений між двома державами: іспанці були в союзі з Тідором, а голландці зі своїми союзниками Тернате.
Для правителів Тернату голландці були корисними, бо надавали їм військову допомогу проти Тідора та іспанців. Зокрема, під султаном Хамзою (1627—1648 рр.), Тернате розширив свою територію і посилив контроль над периферією. Вплив Голландії на королівство було обмеженим, хоча Хамза та його син та наступник, султан Мандар Сія (1648—1675 рр.), передали деякі регіони Голландській Ост-Індійській компанії (VOC) в обмін на допомогу в боротьбі з повстаннями там. Іспанці покинули Тернате і Тідоре в 1663 році. Коли вони кинули Тернате, частина населення супроводжувала іспанців у їх відступі на Філіппіни. Близько 200 родин змішаного мексикансько-філіппінсько-іспанського та папуасько-індонезійсько-португальського походження залишили Тернат і оселилися на Філіппінах. На Філіппінах вони оселилися в (Ерміта, Манілі), (Сан-Роке, Кавіт), (Танза, Кавіте) та (Тернат, Кавіте), які вони назвали на честь своєї батьківщини. Однак, все ще є залишки цих змішаних мексикансько-філіппінсько-іспанських та папуасько-індонезійсько-португальських родин, які вирішили залишитися в Тернаті. Але їх переслідував Султанат Терната, що ісламізувався. У 18 столітті Терната був територією губернаторства Голландської Ост-Індійській компанії, що намагалася контролювати всю торгівлю на півночі Молукських островів.
До 19 століття торгівля спеціями значно скоротилася. Отже, регіон став менш важливим для колоніальної держави Нідерландів, але голландці підтримували присутність у регіоні, щоб не допустити окупації іншими країнами. Після того, як Голландська Ост-Індійська компанія була націоналізована урядом Нідерландів у 1800 році, Тернат став частиною уряду молукків (Gouvernement der Molukken). Тернат був захоплений і окупований британськими військами в 1810 році, а потім повернувся до голландського контролю в 1817 році. У 1824 році став столицею резиденції (адміністративного регіону), що охоплює Халмахеру, все західне узбережжя Нової Гвінеї та центральне східне узбережжя Сулавесі . До 1867 р. всю окуповану Голландією Нову Гвінею було додано до резиденції, але потім її регіон був поступово переданий Амбону (Амбойна).

### ХХ століття
Як і решта Індонезії, Тернат був окупований японськими силами під час Другої світової війни. Після того, як Японія здалася в серпні 1945 року та Індонезія проголосила незалежність, Тернате був знову зайнятий на початку листопада 1945 р. союзними силами, що мали намір повернути Індонезію до голландського контролю. Він став частиною провінції Малуку, коли Індонезія стала незалежною.
Тернате пережив насильство в сектантському конфлікті 1998—2000 років на островах Малуку, однак, не в масштабах інших островів, таких як сусідня Халмахера. Станом на 2003 рік, колишні церкви та кінотеатри на Тернаті були населені біженцями від насильства в Халмахері.

## Демографія
Більшість жителів Тернате — мусульмани. Корінні жителі Тернате розмовляють мовою тернатів, що є неавстронезійською мовою, належить до гілки північної-халмахерської та західнопалуанських мов. Тернатську слід відрізняти від малайської тернатської, що є креольською мовою, яка розвинулася в середовищі малайців, яка виступає місцевою лінгва-франкою. Багато жителів Терната використовують тернатську як свою першу мову і використовують малайську тернатську як засіб міжетнічного або торгового спілкування. Загальнонаціональна індонезійська мова також відносно добре відома і зрозуміла жителям.